# Contax

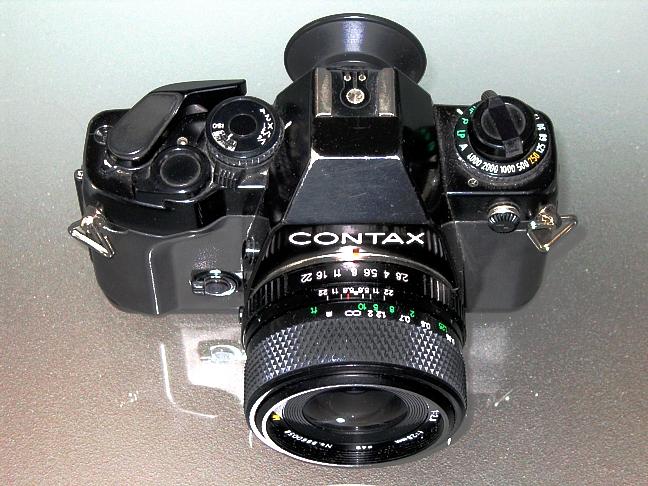
Contaxcamera

Contax was de typenaam van een reeks fotocamera's van de firma Zeiss Ikon. Later werd Contax gebruikt als merknaam, voor camera's vervaardigd in Japan vanaf 1973 bij de samenwerking tussen Zeiss en Yashica.

## Geschiedenis
De Contax I, II en III werden geproduceerd in Dresden tussen 1932 en 1944. De camera's werden geïntroduceerd als een kwaliteits-meetzoekercamera. De camera's waren bedoeld als antwoord op de Leica van concurrent Ernst Leitz GmbH.
Na de Tweede Wereldoorlog werden in de Dresdener Zeiss-fabrieken de Contax S spiegelreflexcamera's gemaakt. Die reeks bestond uit de modellen: S, SD, D, E, F, FB, FM en FBM. Het gaat dus om camera's van Zeiss Ikon, maar van de naoorlogse, oostelijke tak (Dresden), uit de overgangstijd naar de definitieve splitsing in oost en west. Deze reeks werd wegens patentproblemen geëxporteerd onder de naam Pentacon. Ze werden ook uitgebracht onder de naam Consol en in de VS als Hexacon (geïmporteerd door Peerless Camera te New York), en onder nog een hele reeks andere namen.
De West-Duitse firma Carl Zeiss AG betrok de oude Contessa-Nettelfabriek in Stuttgart en bouwde daar nog camera's (o.a. de Contax IIa en IIIa) tussen 1950 en 1961.
Daarna leek het doek gevallen, tot Yashica en Zeiss in 1973 samen gingen werken, wat leidde tot de "Japanse" Contax-reeks. Yashica werd in 1983 overgenomen door Kyocera, dat in 2005 besloot de cameraproductie stop te zetten.

## Cameratypen
- Duitsland
  - meetzoekercamera's
    - Contax I (Dresden, onderverdeeld in subtypes a t/m f), 1932 t/m 1936
    - Contax II (Dresden), 1936 tot 1942, en in 1947 nog als Jena-Contax II
    - Contax III (Dresden), 1936 tot 1942
    - Contax IIa (Stuttgart), 1950 tot 1961
    - Contax IIIa (Stuttgart), 1961

  - spiegelreflexcamera's
    - Contax S, de eerste slr met pentaprisma, later Pentacon genaamd
- Japan
  - amateur-spiegelreflexen
    - Contax 137 MA en MD 1978-1987
    - Contax 139 quartz 1978-1987
    - Contax 159 MM 1984-1989
    - Contax 167MT

  - professionele spiegelreflexen
    - Contax RTS. 1975-1982
    - Contax RTS II Quartz 1982
    - Contax RTS III 1990-1993
    - Contax S2 en de S2b 1992-1993
    - Contax ST 1993
    - Contax RX 1994
    - Contax AX
    - Contax N1 2003-2005

  - de meetzoekers G1 en G2
  - de compactcamera's
    - Contax T 1984
    - Contax T2 1990
    - Contax T3 1992
    - Contax T4
    - Contax T5
    - Contax TVS 1993-2004

  - middenformaat SLR
    - Contax 645 autofocus 1999

  - digitale camera's
    - Contax N Digital, digitale spiegelreflex, 2000
    - Contax TVS Digital, digitale compactcamera, 2002